# Marcia Covarrubias
Marcia Covarrubias Martínez, diplomática chilena y actual embajadora política de Chile en Francia. A lo largo de su carrera diplomática ha sido embajadora de Chile en Túnez, en Grecia y Marruecos (2006-2010).

## Biografía
Marcia Covarrubias concluyó sus estudios de Derecho en la Universidad de Chile y tiene estudios en relaciones internacionales, especialidad Mundo Árabe bajo la dirección del Profesor Gilbert Grandguillaume y Mediterráneo Oriental bajo la dirección del Profesor Jacques Vernant entre otros en la École des Hautes Études en Sciences Sociales, de París. estudios de Griego Moderno en la Universidad de Atenas. Estudios en la ESIT Ecole Supérieure d'Interprètes et de Traducteurs de la Sorbona en París. Miembro de la AIIC , Asociación Internacional de Intérpretes de Conferencia con seis idiomas.Trabajó como Intérprete de conferencia en todas las agencias de Naciones Unidas así como en las altas instituciones europeas,particularmente en Consejo de Ministros de la U.E. y Parlamento Europeo. Ejerció como corresponsal de agencias de prensa Inter-Press Service, KUNA (Kuwait News Agency) y colaboradora de las Ediciones del grupo JEUNE AFRIQUE  en París.
En el exterior, desde agosto de 1990, asumió como embajadora de Chile en Túnez, A su regreso fue consejera diplomática del Ministro de Economía Álvaro García . Posteriormente fue designada embajadora en  la República Helénica ,en el Reino de Marruecos y en Argelia. Se ha desempeñado en diversos organismos internacionales, principalmente de Naciones Unidas y la Unión Europea; y consultora para el Programa de Naciones Unidas para el Desarrollo (PNUD)-América Latina en temas  de Sociedad Civil, Transición a la Democracia y Proceso Constitucional, en Túnez y Santiago. Ejerció como  Senior Advisor de la ONU  para la transición en Túnez (2011-2013)
Desde noviembre de 2013 fue consultora en Desarrollo Internacional para la Fundación Mustakis, representando a ésta en Grecia. Además, es miembro del Directorio del Centro Internacional de Ciencias Humanas de la UNESCO para Medio Oriente.ante la UNESCO y el Principado de Mónaco en 2017. Durante su misión como Embajadora en Francia publicó " Patrimonio Chileno en París "junto al coeditor José Piga, publicación de la Biblioteca Nacional .
Durante su carrera diplomática  fundó junto a Asociaciones de empresarios de cada país :el Consejo de Negocios Grecia -América Latina, la Cámara de Comercio y de Cultura Heleno-Chilena en Atenas , el Consejo de Negocios "Maroc-Chili" en Rabat , el Consejo de Negocios "Algérie-Chili" en Argel.
Recibió el título de " Residente de  Interés Público para la República Helénica en Grecia( 2023).
Vicepresidenta del Foro Permanente de Político Exterior de Chile .
Miembro la Asociación " Diplomats without Borders DwB" desde 2022.
Académica  de la Accademia STUDIUM de Casale-Montferrato, Italia desde 2017.
Ha recibido umerosas condecoraciones como la Legión de Honor de Francia, Gran Cruz de la Orden del Fénix en Gracia , Wyssan Al Alaoui en Marruecos , en Túnez , Comendador de la Orden de San Ludovico , Mérito Civil, de la Casa de Borbón-Parma(Italia)